# Joakim Backlund
Joakim Backlund, född 28 mars 1971 i Falun, är en svensk före detta ishockeyspelare. 
Backlund har spelat för Säters IF, Leksands IF, Grums IK, HC Dobel, Borås HC, Mora IK, Luleå HF, Västerås IK, Hofors HC och Skedvi/Säter IF i Sverige. Han blev svensk mästare med Luleå 1996.
I Norge har Backlund spelat för Sparta Sarpsborg och Vålerenga. Han blev norsk mästare med Vålerenga 2003.
Efter spelarkarriären har han bland annat varit tränare i Falu IF.